# Hombrera (armadura)

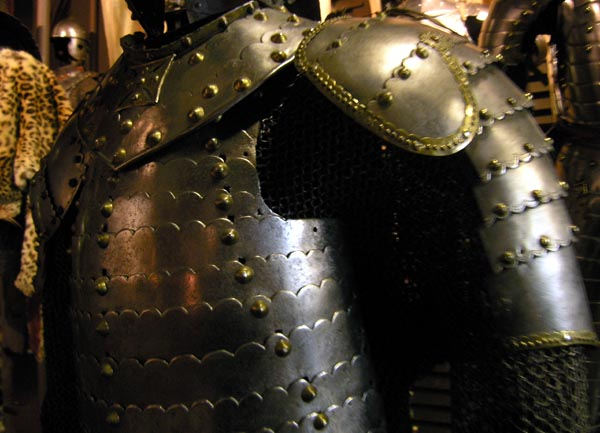
Hombrera, Húsares alados polacos.

La hombrera era una pieza de la armadura que cubría el hombro.

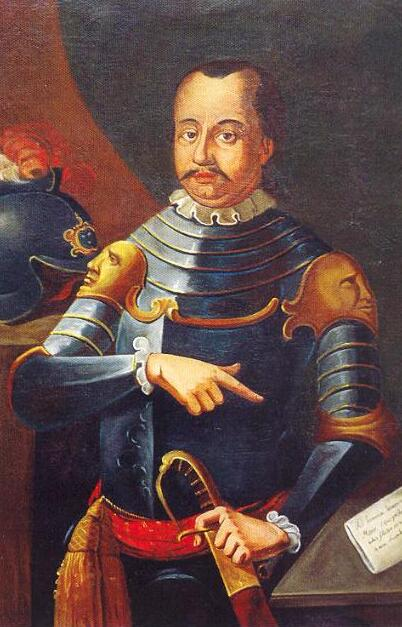
Ulrico II de Celje, noble húngaro del con hombreras con rostros

El uso de armas como la maza, el martillo y el hacha, hicieron necesario no solo convertir el bacinete en yelmo sino el resguardar los hombros con piezas resistentes. En un principio, estos refuerzos consistieron en chapas que más protegían la axila que el hombro mas como fuera difícil mantenerlas fijas, se renunció a emplear tan inseguras defensas y se las sustituyó a principios del siglo XIV por unas semiesferas de acero, que se sujetaban por medio de un gancho y de una correa bajo la axila. Pero estos ensayos que, en Francia, según Viollet-le-Duc, datan de 1325, solo ofrecen raros ejemplos en los monumentos. 
A mediados de aquel siglo, se llegó a construir el brazal de platas articuladas fabricando una hombrera pequeña que le sirviese de complemento con un borde superior algo levantado. Se unieron las hombreras a la cota, se las adicionó de launas colgantes sobre el brazo y para completar la defensa se añadieron guarda-axilas circulares de ombligo o punta. Luego se hizo una hombrera de tres piezas, articulada la principal, con su arista y su reborde y dos launas sobre el brazo. Pero este conjunto de piezas era demasiado movible. Los conos de acero, que, a fines del XIV, se aplicaron a los hombros, sobre la cota acolchada, tampoco podían dar buen resultado. Por último, cuando al comenzar el XV se completó la armadura de platas, pudo darse a las hombreras completo desarrollo, dándoles estabilidad. 
Las primeras hombreras completas se componían de dos piezas, una superior que montaba sobre el cuello de la babera y otra inferior sobre el cañón del brazal. Ambas estaban articuladas y fijas sobre el peto y el espaldar del coselete por medio de clavos pero, aunque cubrían las axilas, entorpecían algo el juego del brazo hacia delante. No tardó en modificarse tomando la forma del hombro merced a una voluta mas como a los golpes de maza se separaban las piezas de la hombrera se fabricaron armaduras de platas en que las hombreras formaban un todo con el peto pero se vio que eran poco resistentes. Hasta se dejaron de usar por algún tiempo, dice Viollet-le Duc, las hombreras de hierro, sustituyéndolas con otras construidas como las brigantinas, guarnecidas por su parte inferior con launas de acero, siendo entonces el coselete el que montaba sobre la hombrera. También se hicieron hombreras grandes, de acero, de una pieza o de launas, que se cruzaban sobre la espalda. A mediados del siglo XV se llegó ya a formar de launas articuladas o de una pieza con aditamento de launas, una hombrera suficientemente cómoda y segura. Las primeras se usaron bastante en Inglaterra y algo en Francia. En las de una pieza se consiguió por medio de un repliegue acomodarlas mejor A la defensa de la axila y al movimiento del brazo. Muchas hombreras del siglo XV y del XVI, ofrecen por la parte superior un reborde levantado, a modo de cuello, destinado a parar los golpes de lanza. En los arneses de torneo es muy frecuente, y en cierta época constante, que la hombrera derecha sea de distinta forma y más amplia y recia que la izquierda, atendido el movimiento especial del brazo que manejaba la lanza, y que aquella parte quedara descubierta, mientras que la del lado izquierdo llevaba por refuerzo la tarja. 
En las armaduras de guerra y de corte, ornamentadas, las dos hombreras son iguales, especialmente en las últimas. Las hombreras de las armaduras maximilianas, tan usadas a fines del siglo XV, están acanaladas, con lo cual solían desviar los hierros de las lanzas. En el siglo XVI, se volvieron a usar mucho las hombreras de platas articuladas pero ya la armadura fue perdiendo importancia y por eso en los últimos arneses las hombreras son repeticiones de los tipos anteriores y aunque después subsistió la coraza las hombreras dejaron de usarse.